# 2611 Boyce
2611 Boyce је астероид главног астероидног појаса са средњом удаљеношћу од Сунца која износи 3,039 астрономских јединица (АЈ).
Апсолутна магнитуда астероида је 12,2.